# ФК АЗАЛ Баку
ФК АЗАЛ Баку је азербејџански фудбалски клуб у Бакуа, које се такмичи у Премијер лиги.
Клуб је основан 1996. године, под именом АММК, које 2005. године мења у данашње Олимпик. У Премијер лиги је дебитовао у сезони 2005/06, када је овојио 12. место. Сезону касније осваја шесто место, да би 2007/08. освојио исто бодова као и првак Интер, али је због слабијг међусобног скора 1:0, 0:2 остао на другој позицији. Тај пласнан му је обезбедио први излазак на европску сцену, где ће у првом колу квалификација за УЕФА куп 2008/09. играти против Војводине из Новог Сада.
Олимпик своје утакмице игра на стадиону „Шафа“капацитета 8.152 гладаоца. На том стадиону у јуну 2003. репрезентација Азербејџана победила репрезентацију Србије и Црне Горе.
Клуб даје три репрезентативца Азербејџана, голмана Рауха Мегдијева и одбрамбене играче Елвина Алијева и Усима Ндуку.

## Олимпик у европским такмичењима
| Сезона   | Такмичење        | Коло        | Држава     | Клуб      | Резултат |
| -------- | ---------------- | ----------- | ---------- | --------- | -------- |
| 2008/09. | УЕФА куп         | 1 коло      | Србија     | Војводина | 0-1, 0-0 |
| 2011/12. | УЕФА лига Европе | 1. коло кв. | Белорусија | Минск     | 1-1, 1-2 |